# Ariza
Ariza es un municipio y localidad española de la provincia de Zaragoza, en la comunidad autónoma de Aragón. El término municipal, ubicado en la comarca de la Comunidad de Calatayud, tiene una población de 1082 habitantes (INE 2024).

## Geografía
Ariza, integrado en la comarca Comunidad de Calatayud, se encuentra en un terreno cuyo paisaje es prolongación del castellano, de hecho, a pocos kilómetros al oeste termina Aragón. El término municipal, perteneciente al partido judicial de Calatayud, está atravesado de oeste a este por el río Jalón y cuenta con numerosos barrancos y elevaciones, sobre todo al norte, donde se alcanzan más de 1000 m de altura, parte del relieve característico que enlaza las montañas de la Meseta Central con el Sistema Ibérico. El municipio se alza a 763 m sobre el nivel del mar. Se encuentra a 125 km de la capital aragonesa. La autovía del Nordeste atraviesa el término municipal de Ariza entre los pK 189 y 198. 
| Noroeste: Pozuel de Ariza  | Norte: Bordalba   | Noreste: Cihuela, Embid de Ariza |
| Oeste: Monreal de Ariza    |                   | Este: Cetina                     |
| Suroeste: Monreal de Ariza | Sur: Cabolafuente | Sureste: Cetina                  |

Tiene una temperatura media anual de 13,2 °C y unas precipitaciones anuales de 376 mm. Dispone de 10 000 hectáreas de secano y regadío, predominando el cultivo extensivo de trigo y cebada.

## Toponimia
Aunque el topónimo Ariza o Hariza se creía que era de origen árabe —de Fariza, «posesión»—, actualmente se piensa que Hariza sería la arabización de un nombre romano o prerromano, como lo demuestran hallazgos en inscripciones romanas y el de una estela con disco.

## Historia
El municipio se encuentra en el recorrido del itinerario de Antonino denominado Alio itinere ab Emerita Cesaragustam 369, del que se conservan restos de una calzada —actualmente casi oculta por la vegetación— así como restos de villas del Alto Imperio.
De los visigodos se ha hallado una necrópolis con restos humanos y objetos materiales.

### Edad Media

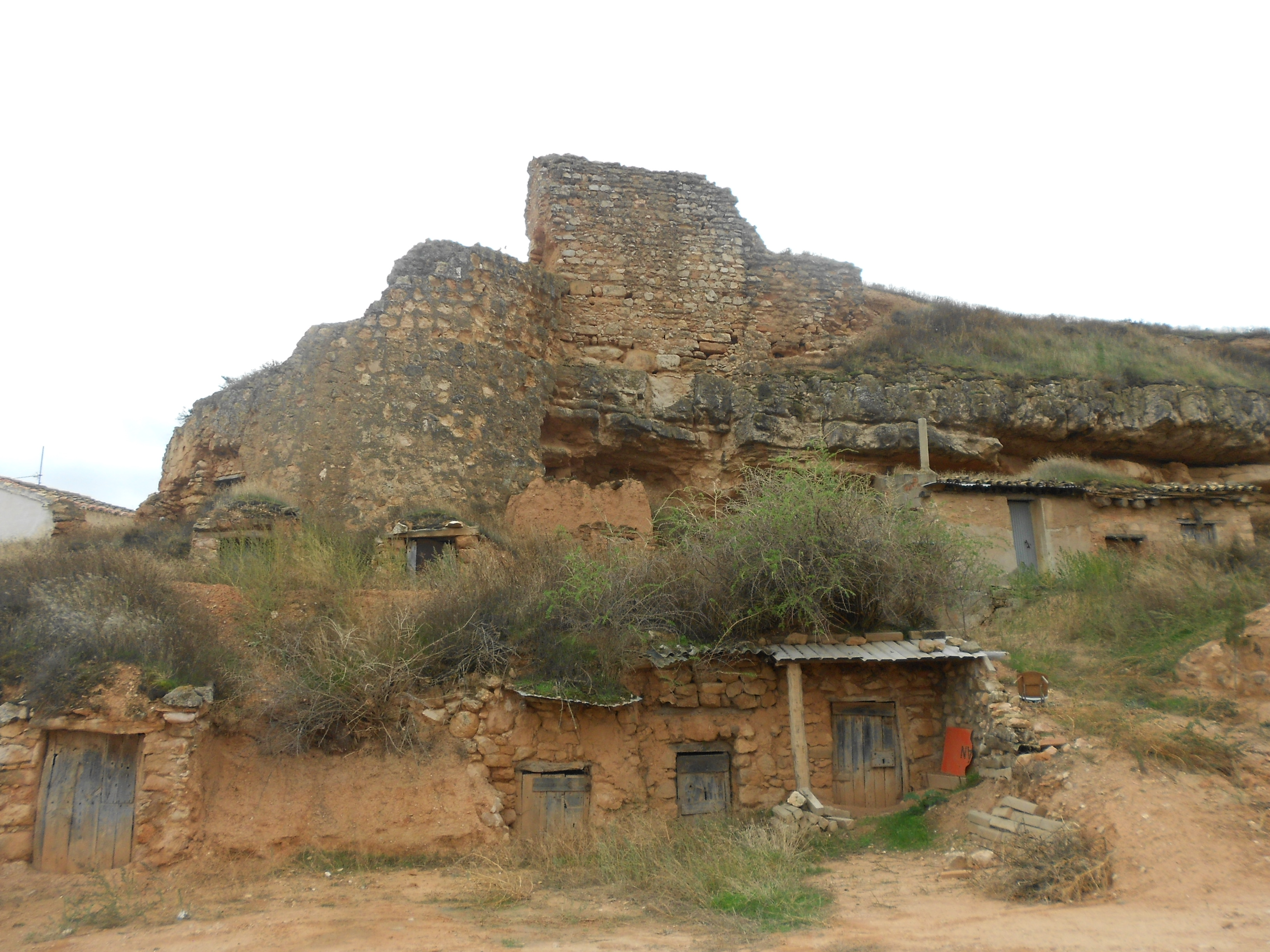
Restos del castillo de Ariza. Pese a su actual aspecto, a comienzos del era la fortaleza más importante de Aragón.

Durante la dominación musulmana, Ariza poseía una mezquita, como lo atestiguan los nombres de varias de sus calles, y murallas con tres puertas de acceso. A finales del siglo XI era una de las más importantes localidades del valle del Jalón.
Alfonso I el Batallador reconquistó la villa para el Reino de Aragón en 1120. El historiador Jerónimo Zurita, en sus Anales de la Corona de Aragón, refiere que el monarca, tras la conquista de Alhama de Aragón, «conquistó otro lugar muy principal y fuerte en aquella ribera que se llama Hariza, que según se collige de la relación de los caminos que traían en lo antiguo los gobernadores de las provincias romanas parece más verosímil ser el que antiguamente se llamó Arcóbriga». Sin embargo, en diferentes momentos la villa perteneció también a la Corona de Castilla. Por ejemplo, en 1172 Alfonso II de Aragón dio en prenda a Ariza al rey de Castilla por causa de un tratado firmado entre ambos reyes, aunque posteriormente fue reclamada en 1178. Perteneció después a Sancha, viuda de Alfonso II, quien la cedió a Pedro II. Este monarca, en 1213, concedió a los arizanos el privilegio de libertad y la exención de cualquier tributo.
En la Guerra de los Dos Pedros entre castellanos y aragoneses, fue ocupada por Pedro I de Castilla en 1362.
Años más tarde, en 1381, Pedro IV vendió Ariza y sus aldeas a su alférez Guillén de Palafox con el fin de conseguir fondos para la guerra de Cerdeña. Fueron varios los intentos de la villa de sacudirse el yugo señorial y volver a pertenecer al rey. Algunos de ellos, como el de 1490 conocido como las «alteraciones de Ariza», acabaron con el ajusticiamiento de los dirigentes de las revueltas —véase Marquesado de Ariza—.

### Edad Moderna y Contemporánea
Con la unión de Castilla y Aragón, Ariza perdió protagonismo en cuanto a disputas territoriales. Sin embargo, continuó la rebelión contra los Palafox, pero tanto Felipe II como Felipe III ratificaron los privilegios señoriales de dicha familia.
En cualquier caso fue una época de auge económico para la villa, como lo atestigua la construcción de la iglesia parroquial de Santa María. Hasta el siglo XVII los Señores vivieron en las estancias del castillo, símbolo del poder señorial.

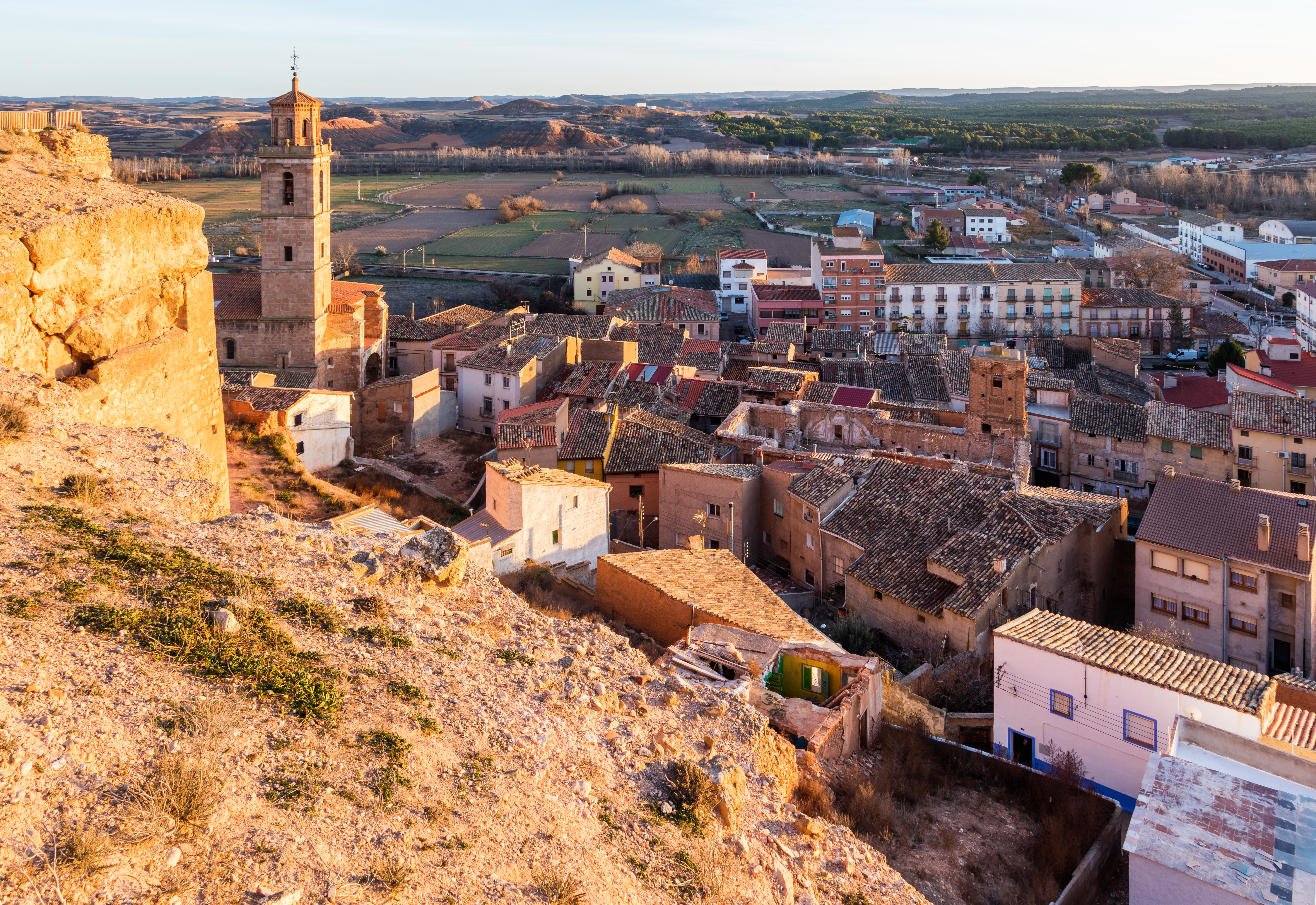
Vista de Ariza desde el castillo.

En 1701 comenzó la Guerra de Sucesión, tomando los Palafox y Ariza partido por Felipe V, futuro monarca de España, quien en agradecimiento concedió a Ariza, en 1708, el título de «Muy noble y muy fidelísima» y la eximió del impuesto de la media anata. Los austracistas, en su retirada, prendieron fuego a la mezquita, que se utilizaba como almacén de suministros.
En el siglo XIX continuó el litigio por librarse del señorío de los Palafox. La disolución de los señoríos por las Cortes de Cádiz no puso fin al litigio, pues se acabaron confundiendo derechos de vasallaje con derechos de propiedad. En 1811, durante la Guerra de la Independencia, tuvo lugar en Ariza una batalla entre el General Durán y las tropas francesas.
A mediados del siglo XIX, el historiador Pascual Madoz describía la localidad en estos términos: 

Forman aquella 241 casas, algunas de ellas muy deterioradas, por lo común de su fábrica antigua y mucha elevación, distribuidas en una calle llana bastante regular ... y tres plazas llamadas de San Pedro, Santa María y Nueva. Hay un bonito palacio, propio del marqués de Ariza.

Se cultivaba trigo, cebada, judías, lino —de excelente calidad, de acuerdo a la referencia de Madoz—, algo de cáñamo, yeros y añil; en cuanto a la ganadería, había mucho ganado lanar. Como industrias más importantes, menciona la elaboración de lino, así como seis telares de lienzos ordinarios. Existían en esa época cinco tiendas en Ariza.

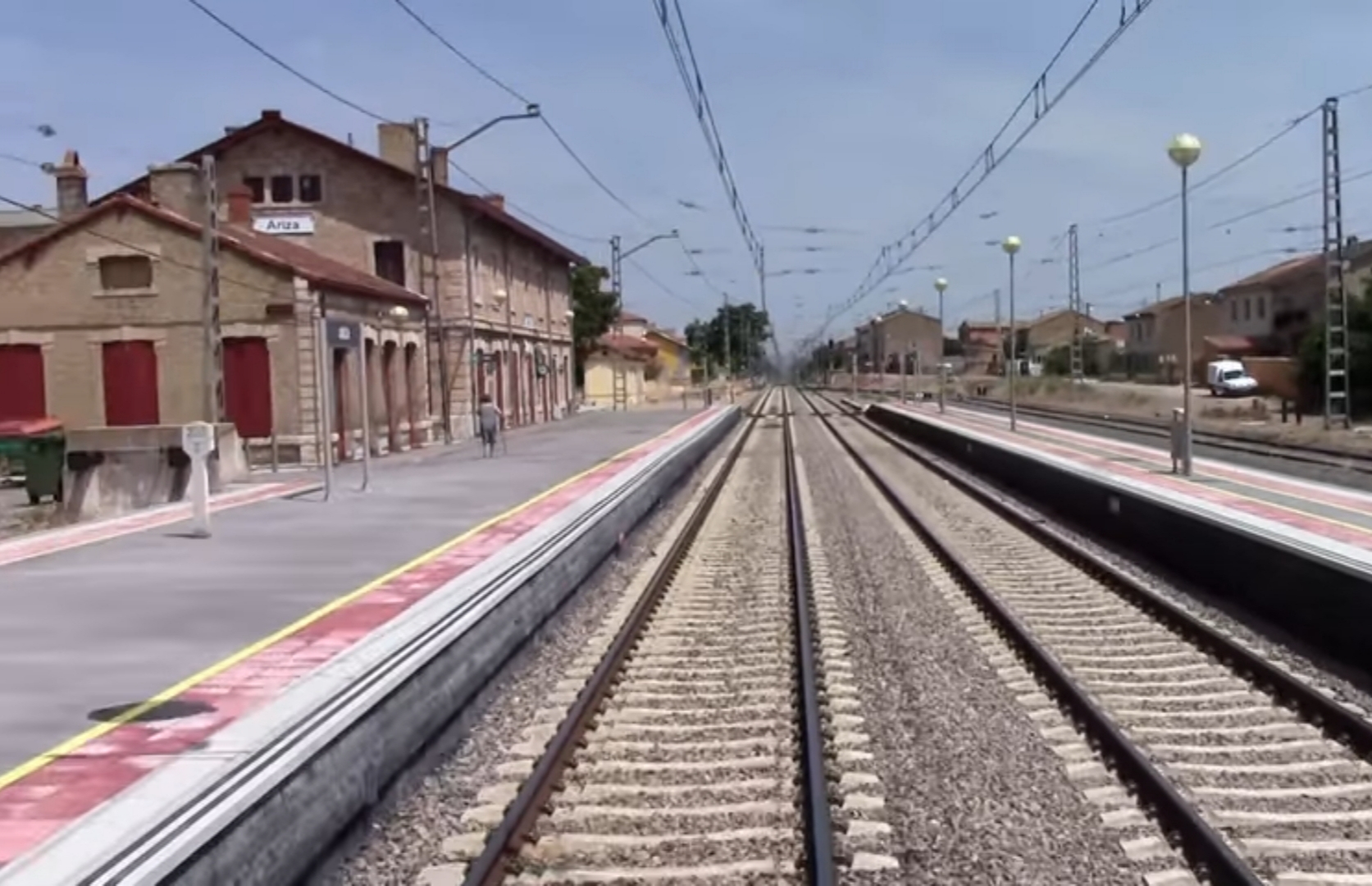
Estación de ferrocarril de Ariza, inaugurada en 1863

El primer ayuntamiento de Ariza se creó en el siglo XIX, quedando incluido dentro del partido judicial de Ateca hasta su posterior incorporación al de Calatayud en 1965. Formó parte de la provincia de Calatayud durante el breve período de la existencia de ésta (entre el 27 de enero de 1822 el 1 de octubre de 1823). Por otra parte, a finales de dicho siglo, la llegada del ferrocarril Madrid-Zaragoza y Valladolid-Ariza dio un impulso económico a la localidad, generando numerosos puestos de trabajo.
Tras la Guerra Civil, la aplicación del plan de Regiones Devastadas propició la construcción y rehabilitación de muchos edificios, dando inicio a una transformación urbanística sin precedentes en la villa.

## Demografía
Ariza cuenta con una población de 1082 habitantes (INE 2024).
| Gráfica de evolución demográfica de Ariza entre 1842 y 2021                                                         |
| |
| Población de derecho según los censos de población del INE Población de hecho según los censos de población del INE |

En 1675 Ariza tenía unos 500 habitantes, incrementándose a 1291 en 1797. A lo largo del siglo XIX la población del municipio fue aumentando desde los 1354 habitantes (en 1857) hasta los 1718 (en 1897). Esta tendencia continuó en el primer tercio del siglo XX, alcanzando su techo demográfico —3022 habitantes— en 1930. A partir de ese momento se observa una estructura demográfica marcadamente negativa y en 2020 la población del municipio era de 1100 habitantes.

## Administración y política
| Período   | Alcalde                    | Partido |  |
| --------- | -------------------------- | ------- |  |
| 1979-1983 | Gregorio Martínez Martínez | PAR     |  |
| 1983-1987 | Martina Roncal Muñoz       | PSOE    |  |
| 1987-1991 | Carlos María Tomás Navarro | PSOE    |  |
| 1991-1995 | Carlos María Tomás Navarro |         |  |
| 1995-1999 | Carlos María Tomás Navarro | PSOE    |  |
| 1999-2003 | Carlos María Tomás Navarro | PSOE    |  |
| 2003-2007 | Carlos María Tomás Navarro | PSOE    |  |
| 2007-2011 | Carlos María Tomás Navarro | PSOE    |  |
| 2011-2015 | José Carlos Tirado Ballano | PSOE    |  |
| 2015-2019 | José Carlos Tirado Ballano | PSOE    |  |

| Partido político    | Partido político                                   | 2003   | 2007   | 2011   | 2015   | 2019   |
| Partido político    | Partido político                                   | Ediles | Ediles | Ediles | Ediles | Ediles |
|                     | Partido de los Socialistas de Aragón (PSOE-Aragón) | 6      | 7      | 7      | 8      | 7      |
|                     | Partido Popular de Aragón (PP)                     | 3      | 1      | —      | 1      | 2      |
|                     | Partido Aragonés (PAR)                             | —      | 1      | 2      | —      | —      |
|                     | Chunta Aragonesista (CHA)                          | —      | 0      | —      | —      | —      |
| Total de concejales | Total de concejales                                | 9      | 9      | 9      | 9      | 9      |

## Patrimonio

### Arquitectura religiosa

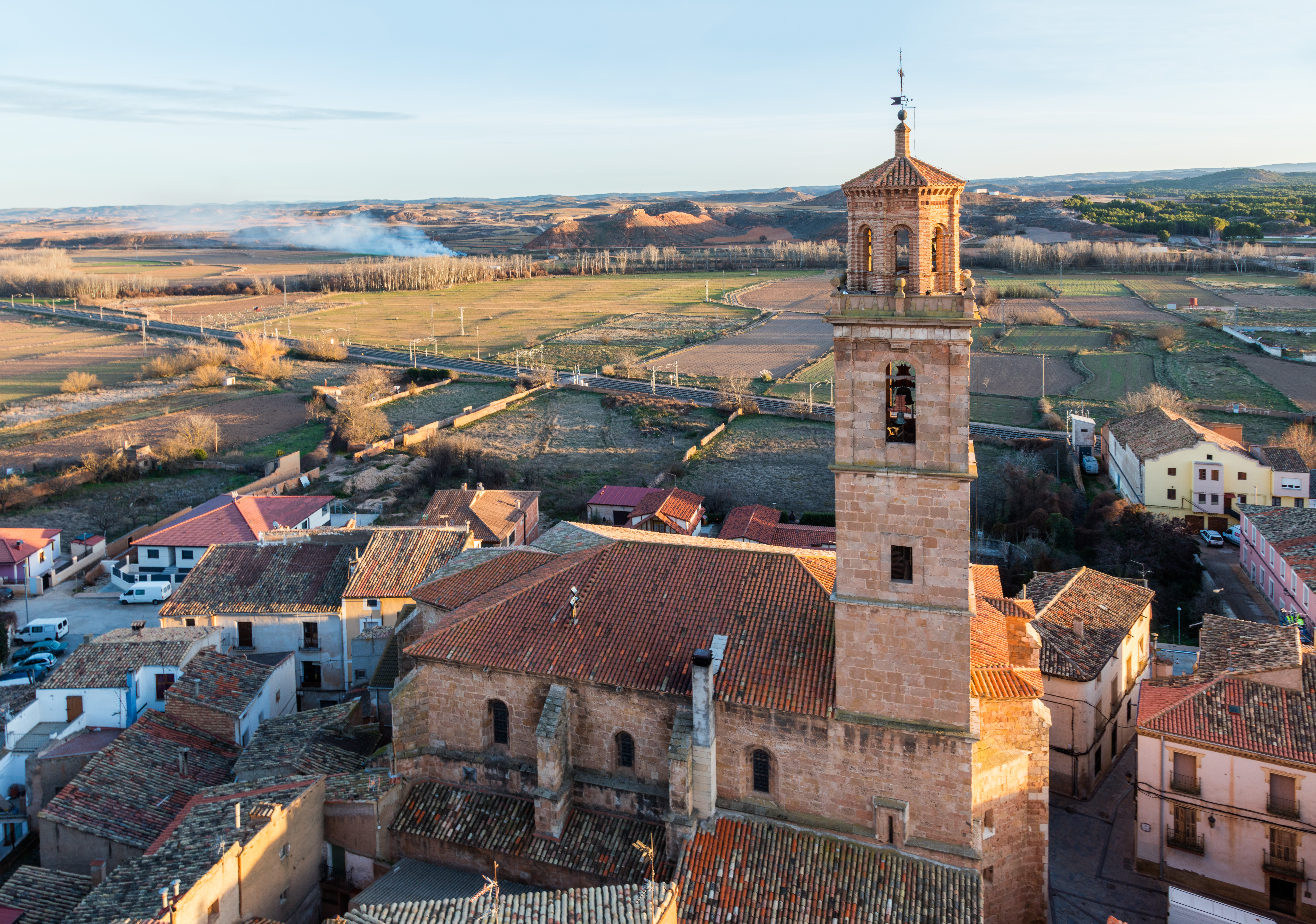
Iglesia de Santa María. Es un templo gótico del.

El monumento más destacado de Ariza es la iglesia de Santa María la Real, templo del siglo XVI. Toda la obra está construida en sillería, a excepción de la torre de cuatro pisos. El interior se halla dividido en tres naves de la misma altura, la del centro más ancha que las de los lados. Todas están cubiertas con bóveda de crucería estrellada. Cuenta con un interesante retablo del siglo XVIII y una imagen del Cristo de la Agonía. Pertenece al arciprestazgo del Alto Jalón.

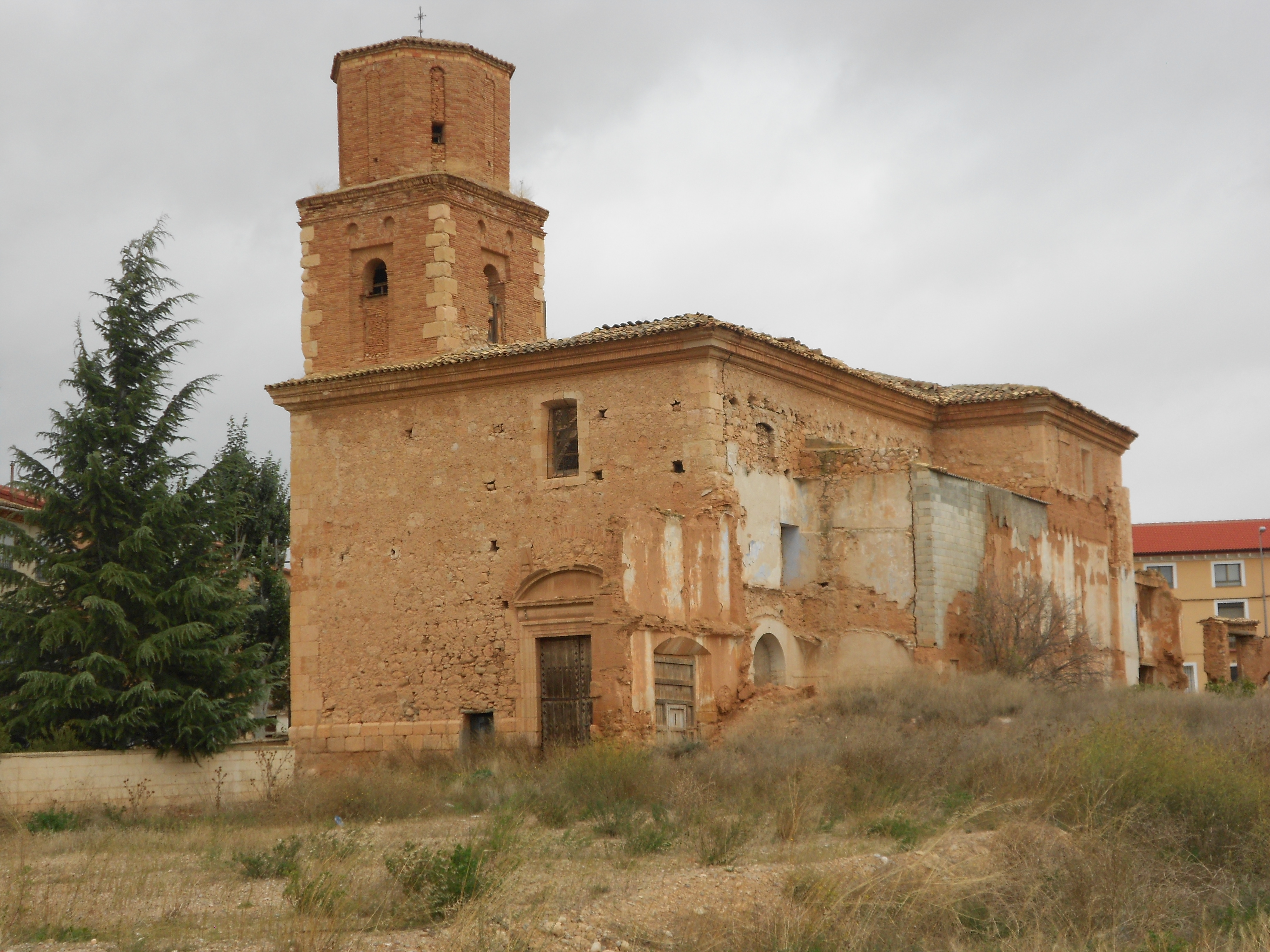
Iglesia del convento de San Francisco, de sobrio estilo herreriano.

Otra iglesia interesante es la de San Pedro, cuya sobriedad recuerda a la escuela herreriana. Comenzó a construirse entre 1618 y 1620. Tiene planta de una nave de tres tramos, cubiertos por bóveda de medio cañón con lunetos de eje transversal a la nave. Otro conjunto religioso es el Convento de San Francisco, edificio de sobrio estilo herreriano; se conserva poco de la parte dedicada a convento y algo más de la iglesia. Durante las Guerras Carlistas se utilizó como fuerte. Además, en las afueras de la población se localiza la Ermita del Amparo, dedicada a la patrona de la villa.

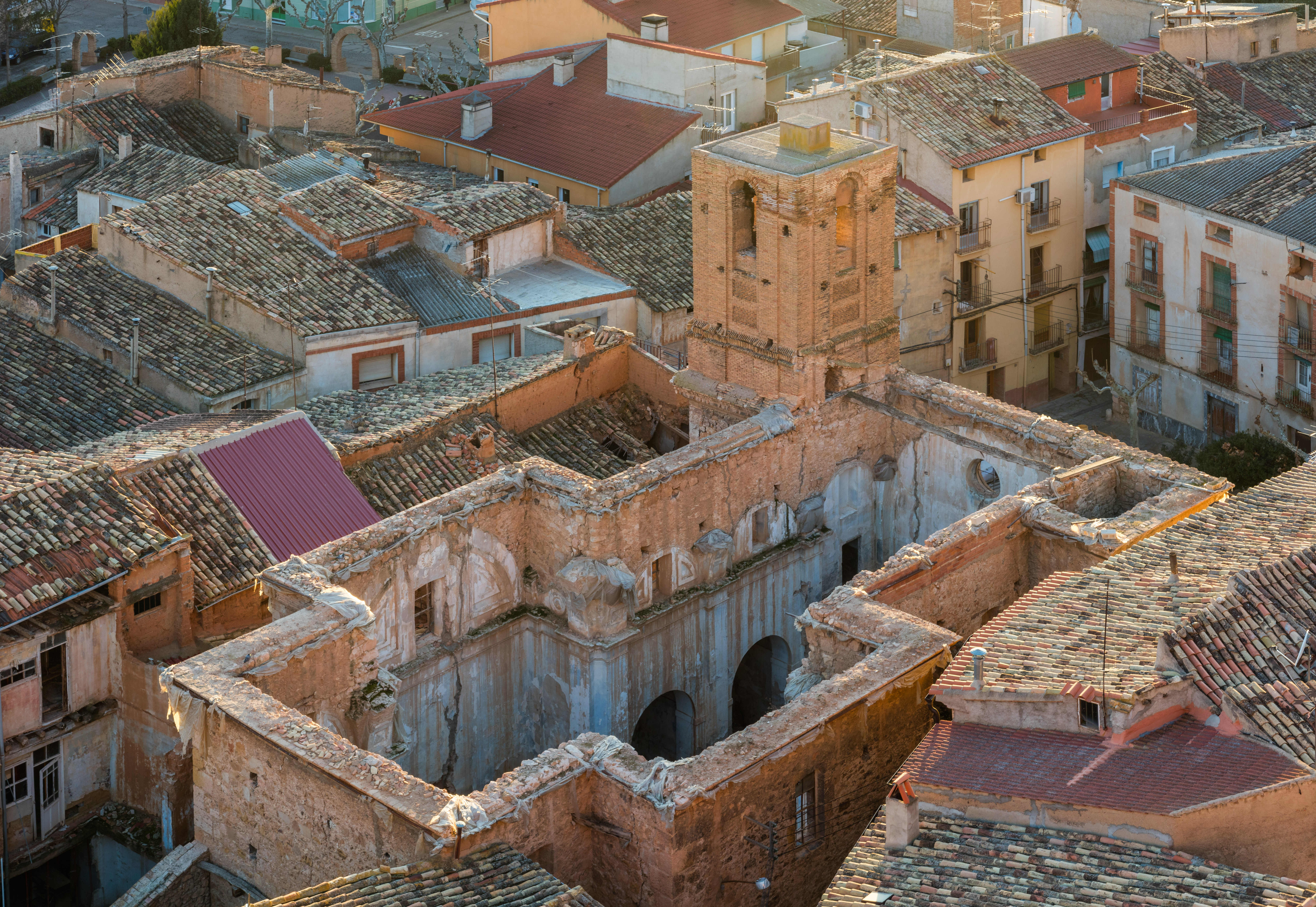
Iglesia de San Pedro.

### Arquitectura civil

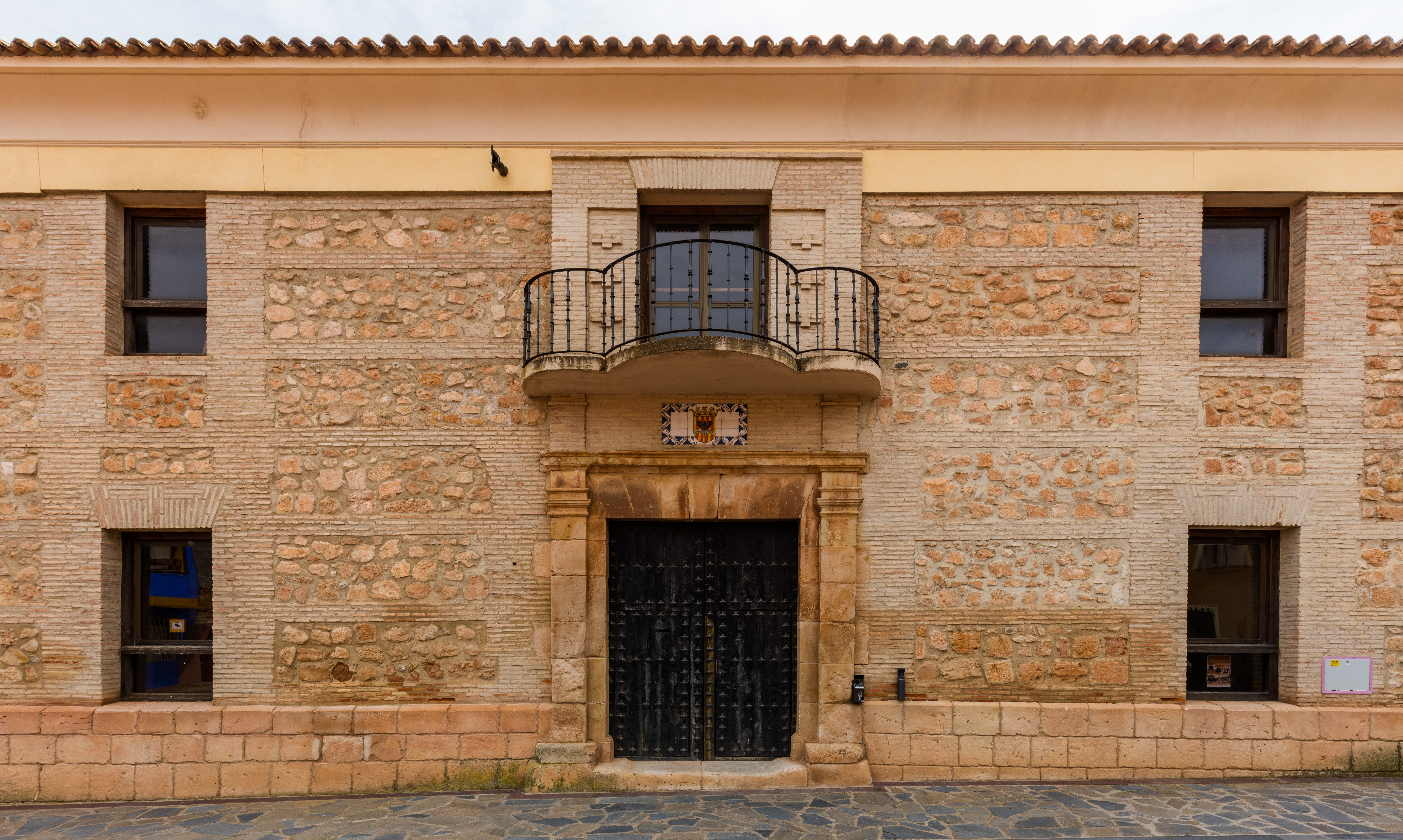
Casa palacio del marqués de Ariza.

Los restos del castillo de Ariza ocupan el lugar más alto de la villa y data de los Reinos de Taifas y de la época almorávide. Su existencia se cita en las crónicas de al-Udrí así como en el Cantar de Mío Cid. Aunque a comienzos del siglo XV era el principal castillo de Aragón, actualmente apenas se conservan tramos de mampostería del perímetro. Fue una fortaleza de gran extensión cuya planta era muy irregular. Debió estar estructurada en varios recintos concéntricos, siendo su superficie interior de unos 5000 m². En el solar de la fortaleza actualmente se alza una imagen del Corazón de Jesús. En la ladera inmediatamente inferior a la plataforma del castillo hay un conjunto de bodegas —unas 80 en total— que se agrupan siguiendo hasta tres alineamientos en altura.
En el casco urbano, se emplaza el Palacio de los Marqueses de Ariza o de los Palafox.
De estilo clasicista, fue edificado entre finales del siglo XVIII y principios del siglo XIX. El palacio, de planta rectangular, consta de tres plantas articuladas en torno a una escalera. Tiene fachadas de paños de mampostería entre hiladas de ladrillo. Frente a la plaza de San Francisco está la entrada principal, sobria portada adintelada enmarcada por pilastras toscanas y una sencilla cornisa; sobre ésta se encuentra el balcón principal.
En las cercanías del núcleo urbano existe un puente sobre el Jalón del siglo XV. Con al menos dos épocas de construcción, es un puente de tipología medieval con arcos rebajados, calzada estrecha y apartaderos para facilitar el paso de dos caballerías cuando estas se cruzaban en el puente.

## Fiestas
- Fiestas de la Virgen del Amparo, patrona de Ariza. De fecha variable, tienen lugar el Lunes de Pascua de Pentecostés, haciéndose coincidir con el fin de semana previo. Los actos festivos comienzan el viernes —con la bajada de la Virgen en procesión desde la Ermita de la Virgen del Amparo a la iglesia—, para regresar al día siguiente en procesión, celebrándose una misa en el exterior de la ermita.[19]
- Fiesta de Los Almendros, se realiza el fin de semana de la llegada de la primavera. Es la fiesta de la Sociedad Recreativa los Almendros.
- Ariza Rock Festival. De fecha variable, tiende a realizarse a finales del mes de mayo. Es un proyecto cultural anual que gira en torno a la música en el ámbito rural organizado por el Frente Robacristos.
- Festividad de San Marcial, patrón de Ariza. Se celebra el fin de semana anterior o posterior al 30 de junio. Los actos se inician el viernes con el encierro del pendón del santo en la cárcel, procediéndose al día siguiente a su liberación; a continuación se celebra la misa en honor al Santo.[19]
- Fiestas del Santo Cristo de la Agonía. Fiestas principales de Ariza, entre el 12 y el 17 de septiembre. El día 13 se celebra la Ofrenda de Flores y Frutos al Santo Cristo; se participa con trajes regionales.
- Feria de ganado. Tiene lugar a finales de noviembre. De origen medieval, es mencionada en 1845 por Pascual Madoz como «feria á la que se llevan muchos cerdos, caballerías y bueyes».[5]